# Carolinapark
Het Carolinapark is een stadspark in de Nederlandse plaats Dieren.
Oorspronkelijk was het Carolinapark de tuin van het naastgelegen herenhuis c.q. buitenplaats. De laatste bewoonster van het huis - mevrouw Jeantine Haitzema Viëtor - bepaalde dat na haar overlijden de gemeente Rheden het totale complex (huis, tuin, oranjerie en alle bijbehorende zaken) tegen gunstige voorwaarden kon verkrijgen.
De tuin had al in de 19e eeuw een parkachtig karakter gekregen. De vermoedelijke ontwerper van het park is de tuinarchitect Jan Copijn, een broer van Henri. De gemeente besloot na het overlijden van mevrouw Haitzema Viëtor in februari 1941 om het huis om te bouwen tot een politiebureau. De tuin kreeg een bestemming als stadspark en werd opengesteld voor het publiek. De voormalige oranjerie kreeg een horecafunctie. Ook worden er diverse culturele activiteiten georganiseerd. In het park staat het oorlogsmonument van Dieren.
In 2012 werd het borstbeeld van mevrouw Haitzema Viëtor bij de voormalige oranjerie in het park geplaatst.

## Literatuur

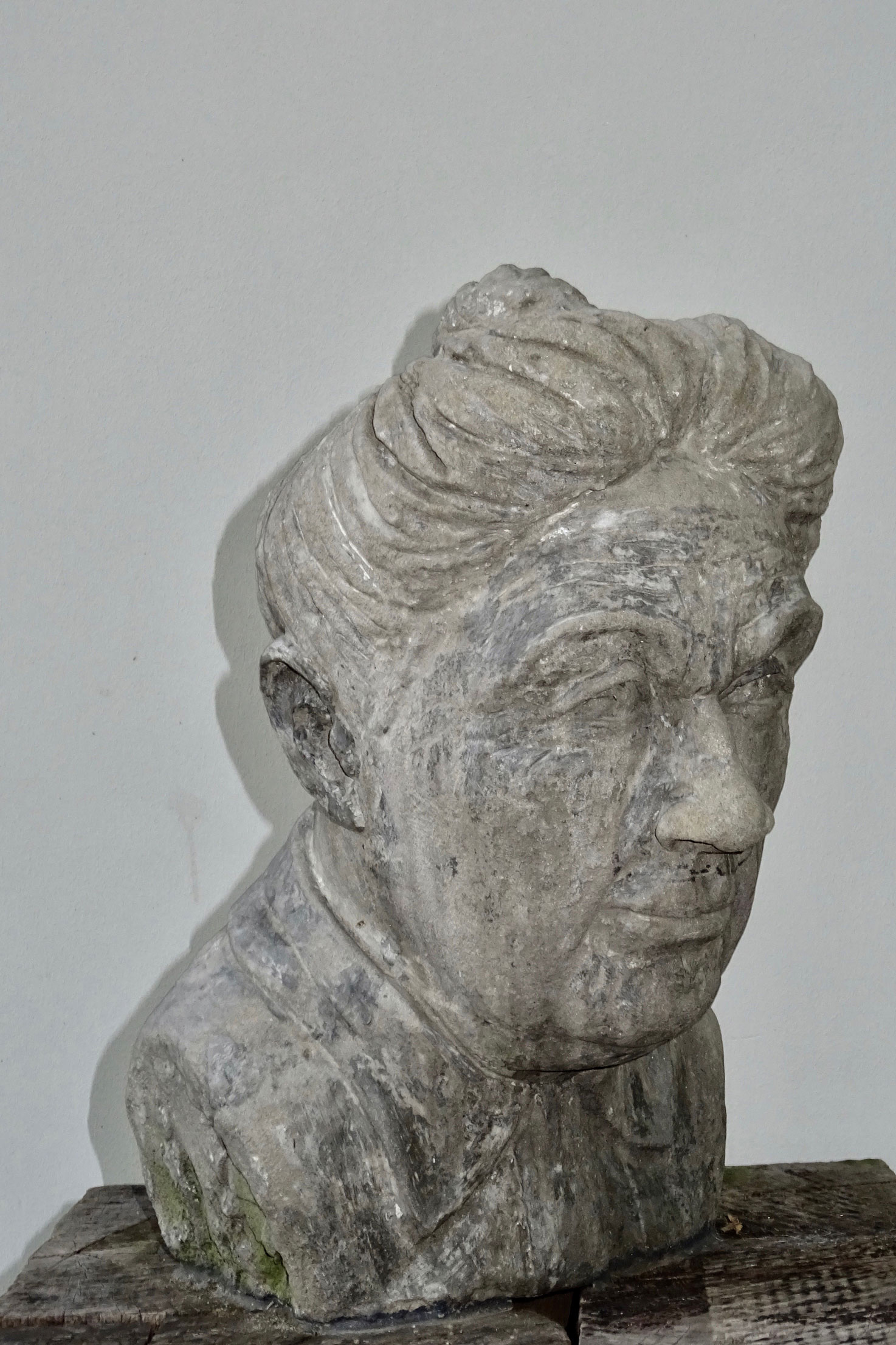
Buste van de schenkster van het park, Jeantine Haitzema Viëtor (1855-1941)
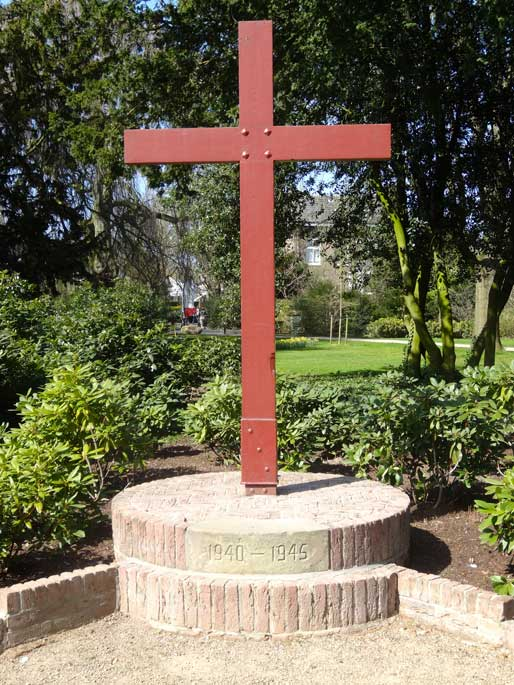
Oorlogsmonument in het Carolinapark Dieren
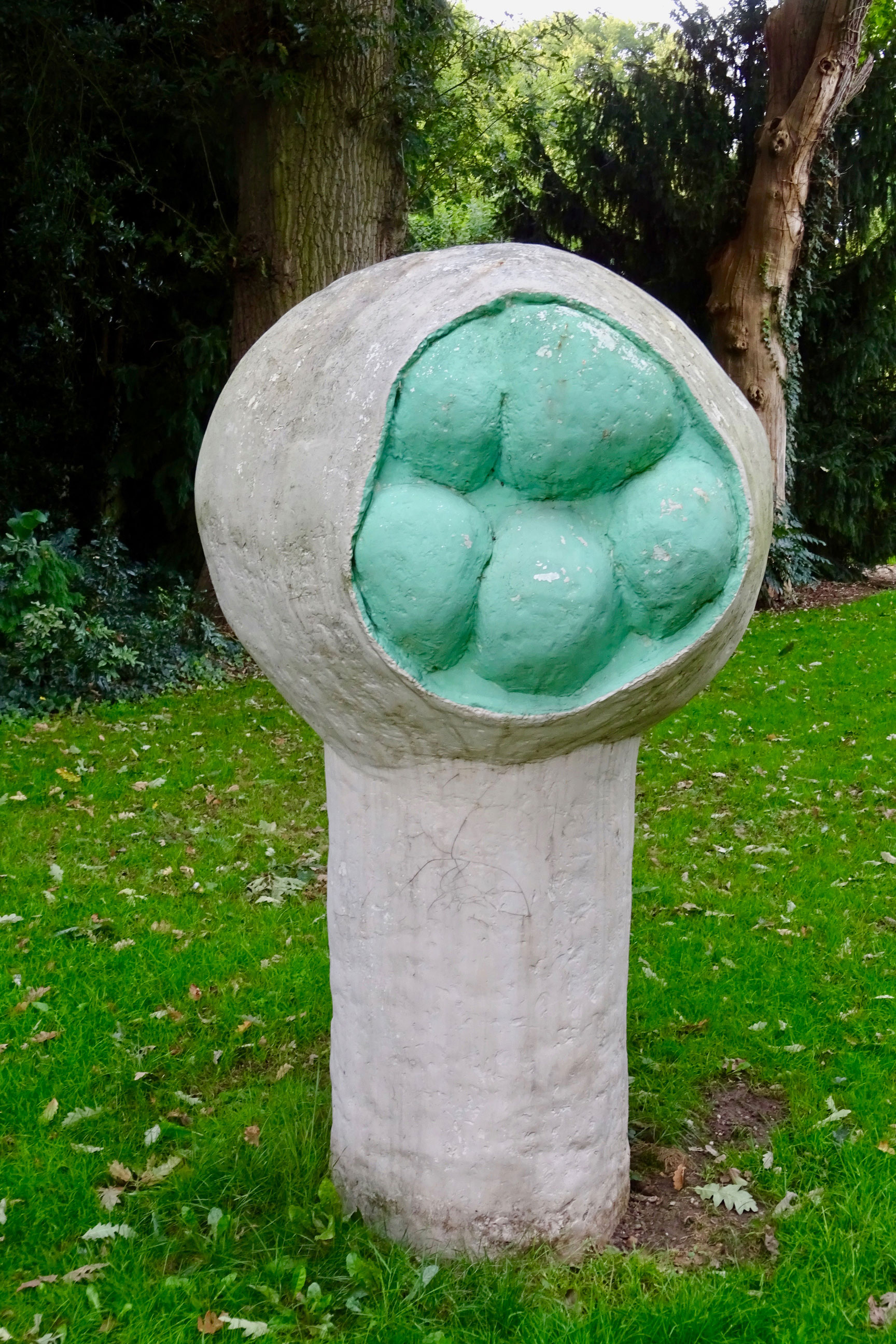
Plastiek door Marten Hendriks in het Carolinapark Dieren